# الدوري المغربي لكرة القدم 1989–90
الدوري المغربي لكرة القدم 1989-1990 هو الموسم 34 من البطولة الوطنية المغربية لكرة القدم . يتنافس خلاله 16 من أفضل الأندية الوطنية المغربية.توج بهذا الموسم فريق الوداد البيضاوي .